# 黄花角蒿
黄花角蒿（学名：Incarvillea sinensis var. przewalskii）为紫葳科角蒿属下的一个变种。